# Baskiens damlandslag i fotboll
Baskiens damlandslag i fotboll representerar Baskien i fotboll på damsidan. Laget är inte medlem i Fifa eller Uefa, och därmed begränsade till att spela träningsmatcher och turneringar hos andra turneringsarrangörer.